# Clément Couturier
Clément Couturier (Chaumont, 13 september 1993) is een Franse voetballer die doorgaans als vleugelspeler of aanvallende middenvelder speelt.

## Carrière
Couturier speelde in de jeugd van achtereenvolgens AS Sarrey-Montigny, FC Chaumont en AJ Auxerre alvorens hij in 2011 overstapte naar Dijon FCO. Daar kwam hij niet verder dan het reserveteam. Vervolgens kwam hij in de lagere Franse divisies uit voor achtereenvolgens FC Montceau, ASM Belfort, FC Chambly en Vendée Les Herbiers Football. Met laatstgenoemde club baarde hij opzien door als derdeklasser de Franse bekerfinale in 2018 te halen. Zodoende kwam hij in het vizier van de Luxemburgse landskampioen F91 Dudelange die hem daarna contracteerde. Met die club wist hij verrassend door te dringen tot de groepsfase van de UEFA Europa League met sterke tegenstanders als Real Betis, AC Milan en Olympiakos Piraeus. Na een succesvol seizoen bij F91 Dudelange, waarin hij de 'dubbel' won, tekende Couturier een contract bij het ambitieuze Excelsior Virton uit Eerste klasse met zakenman Flavio Becca, de eigenaar van F91 Dudelange, als hoofdsponsor. Ondanks een tweede plaats in het seizoen 2019-20 kreeg Virton geen nieuwe proflicentie en degradeerde de club dusdoende naar de amateurs. Couturier liet hierna zijn contract ontbinden en ging op zoek naar een nieuwe club. De Franse flankspeler was eerst even op proef bij eerstedivisionist MVV Maastricht en sloot op 11 september 2020 als testspeler aan bij provinciegenoot VVV-Venlo. Die proefperiode leidde niet tot een verbintenis, omdat de Venlose eredivisionist de voorkeur gaf aan andere spelers waarmee onderhandeld werd.

## Clubstatistieken
| Seizoen         | Club               |                 | Competitie             | Competitie | Competitie | Beker | Beker | Continentaal1 | Continentaal1 | Overig2 | Overig2 | Totaal | Totaal |
| Seizoen         | Club               | Wed.            | Competitie             | Dlp.       | Wed.       | Dlp.  | Wed.  | Dlp.          | Wed.          | Dlp.    | Wed.    | Dlp.   |        |
| --------------- | ------------------ | --------------- | ---------------------- | ---------- | ---------- | ----- | ----- | ------------- | ------------- | ------- | ------- | ------ | ------ |
| 2012/13         | Dijon FCO II       | Frankrijk       | CFA 2                  | 15         | 6          | —     | —     | —             | —             | —       | —       | 15     | 6      |
| 2013/14         | Dijon FCO II       | Frankrijk       | CFA 2                  | 14         | 2          | —     | —     | —             | —             | —       | —       | 14     | 2      |
| 2014/15         | FC Montceau        | Frankrijk       | CFA                    | 28         | 7          | 1     | 0     | —             | —             | —       | —       | 29     | 7      |
| 2015/16         | ASM Belfort        | Frankrijk       | Championnat National   | 31         | 0          | —     | —     | —             | —             | —       | —       | 31     | 0      |
| 2016/17         | FC Chambly         | Frankrijk       | Championnat National   | 21         | 1          | 3     | 0     | —             | —             | —       | —       | 24     | 1      |
| 2017/18         | Les Herbiers VF    | Frankrijk       | Championnat National   | 20         | 4          | 4     | 0     | —             | —             | —       | —       | 24     | 4      |
| 2017/18         | Les Herbiers VF II | Frankrijk       | Championnat National 3 | 1          | 0          | —     | —     | —             | —             | —       | —       | 1      | 0      |
| 2018/19         | F91 Dudelange      | Luxemburg       | Nationaldivisioun      | 17         | 6          | 3     | 0     | 14            | 2             | 1       | 0       | 35     | 8      |
| 2019/20         | Excelsior Virton   | België          | Eerste klasse B        | 25         | 6          | 1     | 0     | —             | —             | —       | —       | 26     | 6      |
| Carrière totaal | Carrière totaal    | Carrière totaal | Carrière totaal        | 172        | 32         | 12    | 0     | 14            | 2             | 1       | 0       | 199    | 34     |

Bijgewerkt op 12 september 2020

## Erelijst
F91 Dudelange
- Kampioen van Luxemburg: 2019
- Luxemburgse voetbalbeker: 2019